# 풋볼 매니저

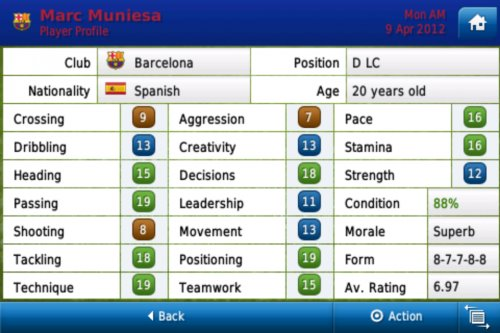

《풋볼 매니저》 (Football Manager)는 스포츠 인터렉티브에서 개발하고 세가에서 유통한 축구 게임이다. 약자로 FM이라고도 한다.

## 개요
이 게임은 처음에 1992년 챔피언십 매니저라는 이름으로 발매되었다. 원래는 아이도스에서 유통을 했었으나, 2003년 챔피언스 매니저 4 출시 이후 갈라섰다. 아이도스는 챔피언십 매니저 상표권을, 스포츠 인터렉티브는 챔피언십 매니저의 데이터 베이스와 프로그램 코드를 나눠 갖기로 결정했다. 이후 스포츠 인터렉티브는 세가와 함께 풋볼 매니저라는 바뀐 이름으로 출시하기 시작하였다.
선수 능력치는 리서처들이 담당하고 있는데, 이들은 정식 직원이 아닌 면접을 통해 뽑힌 자원봉사자들이다. 이들에게는 활동비와 해당 데이터가 적용된 시리즈의 게임 제공되고, 게임 제작 인트로에 이름이 등록된다.
오래 플레이할 경우 실존 선수들은 선수에서 은퇴하여 코치, 감독, 스카우트 등 스태프로 전향하고 생성 선수들로 게임을 할 수도 있다.
유벤투스 FC, 레알 베티스, 맨체스터 유나이티드 FC 등 라이선스를 얻지 못하여 가명으로 등장하는 팀들이 있고, 독일 축구 국가대표팀 역시 가상의 선수들로 이루어져 있으며, 일본 J리그는 코나미와의 독점 계약으로 플레이를 할 수 없다.
구단 감독과 국가대표팀 감독 겸직이 가능하다. 이때 자신이 감독하는 구단에서 국대를 10명 이상 발탁하면 언론에서 편애를 지적하는 기사가 뜬다.
기자회견이나 인터뷰가 현실적으로 구현되어 있다. 기자회견에서 오심에 대한 인터뷰와 항의도 할 수 있다. 누가봐도 오프사이드거나 반칙인 경우에 대한 항의를 하면 축구협회로부터 경고나 벌금, 특정 경기 수 동안 경기 감독 자격 박탈 등의 징계가 내려지고, 이 행위가 반복될 경우 구단주로부터 직접 경고 메시지를 받는다. 하지만 정말 오심일 경우에 항의를 하면 시즌 종료 후에 심판의 카테고리가 하락하기도 한다. 인터뷰를 통해 감독간 관계가 달라지는데, 감독간 사이가 좋지 않으면 파는 선수들의 몸값을 비싸게 받는다. AI 감독들도 성격에 따라 압박을 많이 받으면 기자회견장에서 뛰쳐나갈 수도 있다. 기자회견에 따라 압박감 대처 능력이 적은 선수들은 경기력에 영향을 받기도 한다.
축구계에서 볼 수 있는 여러 가지 이벤트들이 등장한다.
- 홈에서 대패를 당할 경우 선수들이 자발적으로 사비를 들여 티켓값을 환불한다
- 2026년 이전까지 매년 6월과 11월에 브렉시트가 발생한다
- 생성 선수들이 동성애자 커밍아웃을 하며, 일시적으로 상품 판매 매출이 증가한다
- 선수가 구단에서 오랜 기간 대단한 활약을 보인 뒤 은퇴한다면 새롭게 영구결번으로 지정된다
- 30세 이상이고 한 구단에서 연속으로 10시즌간 활약한 선수를 위한 기념 친선경기를 열 수 있다. 이 때는 이미 구단을 떠났지만 그 선수와 같이 활동했던 구단 출신 선수들이 특별히 한 경기에 참가한다
- 40세 이상이며 구단에 10년 이상 머물렀고 구단에서 10년 이상 뛴 선수가 은퇴한 상태에서 플레이어 또는 스카우트, 코치, 구단주의 아들이 구단 유소년 생성 선수로 등장한다
- 현실 날짜와 게임 날짜가 4월 1일, 즉 만우절이면 수신함에 구단주가 재정을 추가로 지원했다는 메시지가 뜬다. 하지만 메시지 하단을 보면 스포츠 인터렉티브가 전한 만우절 농담이라고 쓰여져 있다
- 한 구단에서 10시즌 이상 감독하면서 좋은 성적을 낸 후 구단의 전설적인 인물에 오르면 새로운 경기장을 지을 때 플레이어 이름을 넣을 수 있다
- 2022년 카타르 월드컵의 개최지가 유럽 구단들의 반발로 변한다

여러 가지 현실적인 요소들이 게임에 구현되어 있다
- 전 세계 30만 명 이상의 데이터, 대부분의 리그 및 국가대표팀
- 외국인 선수 제한이나 프리미어 리그의 취업 비자 등 리그 규정
- 구단의 역사나 라이벌 구단, 레전드, 연고지
- 이중국적, 대한민국 선수들 병역(아시안 컵 우승 시 병역 면제, 해외 진출 시 병역 미해결 가능)
- 스탭 및 감독 성격, 선수들의 성격이나 선호하는 플레이나 특성
- 세계적으로 유명한 선수 영입시 유니폼 판매량 증가
- 실존하는 경기장들의 크기와 관중석 숫자, 각 대회의 경기장 규칙

선수 능력치는 현재 기량과 잠재 기량으로 설정되어 있다. 현재 기량과 잠재 기량의 범위는 1~200이다. 유망주를 보면 음수로 된 잠재 기량을 볼 수 있다. 음수로 표시된 잠재 기량은 랜덤 잠재 기량으로 현실에서 아직 성장 가능성이 확실치 않은 유망주에게 부여된다.
| 랜덤값                                                                     | 범위    |
| -------------------------------------------------------------------------- | ------- |
| -10                                                                        | 170-200 |
| -9.5                                                                       | 160-190 |
| -9                                                                         | 150-180 |
| -8.5                                                                       | 140-170 |
| -8                                                                         | 130-160 |
| -7.5                                                                       | 120-150 |
| -7                                                                         | 110-140 |
| -6.5                                                                       | 100-130 |
| -6                                                                         | 90-120  |
| -5.5                                                                       | 80-110  |
| -5                                                                         | 70-100  |
| -4.5                                                                       | 60-90   |
| -4                                                                         | 50-80   |
| -3.5                                                                       | 40-70   |
| -3                                                                         | 30-60   |
| -2.5                                                                       | 20-50   |
| -2                                                                         | 10-40   |
| -1.5                                                                       | 1-30    |
| -1                                                                         | 1-20    |
| 잠재 기량 최대값 = 랜덤값 × -20 / 잠재 기량 최소값 = 잠재 기량 최대값 - 30 |         |

문명, 히어로즈 오브 마이트 앤 매직과 함께 3대 악마의 게임으로 불린다.
| FM 중독등급         | FM 중독등급                                                                                 |
| ------------------- | ------------------------------------------------------------------------------------------- |
| 처음 시작할때       | 실전 경험이 부족함.                                                                         |
| 12시간              | 서서히 FM에 사로잡혀 가는중...                                                              |
| 1일 (24시간)        | 살짝 중독된 상태.                                                                           |
| 1일 12시간 (36시간) | 딱 한 경기만 더, 맹세코 딱 한 경기만...                                                     |
| 2일 (48시간)        | 속옷을 갈아입을 때가 되었습니다.                                                            |
| 3일 (72시간)        | 빨래할 시간이 아까우면 속옷을 뒤집어 입으세요.                                              |
| 4일 (96시간)        | 식사 따윈 안 해도 돼. 진짜 감독이 뭐 먹는 거 봤어?                                          |
| 5일 (120시간)       | 시간이 아까우면 피자나 주문해서 먹는 게 나을 것 같군요.                                     |
| 6일 (144시간)       | 명심하라. 먹어야 살 수 있다.                                                                |
| 7일 (168시간)       | 축구를 하기에 일주일은 긴 시간이다.                                                         |
| 8일 (192시간)       | 잠은 애들에게나 필요한 것이다.                                                              |
| 9일 (216시간)       | 회사에 연락해서 아파서 결근한다고 얘기하는 거 잊지 마세요.                                  |
| 10일 (240시간)      | 가족들에게 얘기해서 아파서 못 가겠다고 얘기하는 거 잊지 마세요.                             |
| 11일 (264시간)      | 나는 이제 풋볼 매니저 전문가가 됐다.                                                        |
| 13일 (312시간)      | 내 이력서에 풋볼 매니저 감독 경력도 포함시켜야 한다고 생각한다.                             |
| 15일 (360시간)      | 집 밖으로 나가지 않는다고 해서 누구도 내게 뭐라 할 자격은 없다.                             |
| 17일 (408시간)      | 이제 모든 대인관계가 파탄났습니다.                                                          |
| 19일 (456시간)      | 원한다면 언제든 그만둘 수 있다. 다만 아직 그만둘 생각이 없을 뿐...                          |
| 21일 (504시간)      | 이제 FM은 내 생활의 일부가 되었으며, 내가 원하는 한 계속 함께 할 것이다.                    |
| 26일 (624시간)      | 손과 팔이 저리지 않나요? 바로 '반복 사용 긴장성 손상 증후군(RSI)'입니다.                    |
| 31일 (744시간)      | 사실 중독된 것은 아니다. 다만 멈출 수 없을 뿐...                                            |
| 36일 (864시간)      | 인간과 접촉해 본 지 오래되었군요.                                                           |
| 41일 (984시간)      | 인간의 한계를 넘어섰음.                                                                     |
| 46일 (1104시간)     | 당신 솔직히 중독 메시지를 보려고 게임을 휴가 상태로 돌리는 것 아닌가요?                     |
| 51일 (1224시간)     | 볼 거 없다. 어서 게임으로...                                                                |
| 101일 (2424시간)    | 제작진 모두의 이름으로 축하드립니다. 솔직히 이 정도까지 중독되리라고는 생각하지 못했습니다. |

## 시리즈별 변화
| 타이틀             | 콘솔                     | 컴퓨터               | 모바일      | 핸드헬드               |
| ------------------ | ------------------------ | -------------------- | ----------- | ---------------------- |
| 풋볼 매니저 2005   |                          | 윈도우 OS X          |             |                        |
| 풋볼 매니저 2006   | Xbox 360                 | 윈도우 OS X          |             | PSP                    |
| 풋볼 매니저 2007   | Xbox 360                 | 윈도우 OS X          |             | PSP                    |
| 풋볼 매니저 2008   | Xbox 360                 | 윈도우 OS X          |             | PSP                    |
| 풋볼 매니저 라이브 |                          | 윈도우 OS X          |             |                        |
| 풋볼 매니저 2009   |                          | 윈도우 OS X          |             | PSP                    |
| 풋볼 매니저 2010   |                          | 윈도우 OS X          | iOS         | PSP                    |
| 풋볼 매니저 2011   |                          | 윈도우 OS X          | iOS         | PSP                    |
| 풋볼 매니저 2012   |                          | 윈도우 OS X          | iOS Android | PSP                    |
| 풋볼 매니저 2013   |                          | 윈도우 OS X          | iOS Android | PSP                    |
| 풋볼 매니저 2014   |                          | 윈도우 OS X 리눅스   | iOS Android | PSV                    |
| 풋볼 매니저 2015   |                          | 윈도우 OS X 리눅스   | iOS Android |                        |
| 풋볼 매니저 2016   |                          | 윈도우 OS X 리눅스   | iOS Android |                        |
| 풋볼 매니저 2017   |                          | 윈도우 mac OS 리눅스 | iOS Android |                        |
| 풋볼 매니저 2018   |                          | 윈도우 mac OS 리눅스 | iOS Android | Nintendo Switch Stadia |
| 풋볼 매니저 2019   |                          | 윈도우 mac OS 리눅스 | iOS Android | Nintendo Switch Stadia |
| 풋볼 매니저 2020   |                          | 윈도우 mac OS 리눅스 | iOS Android | Nintendo Switch Stadia |
| 풋볼 매니저 2021   | Xbox One Xbox Series X/S | 윈도우 mac OS 리눅스 | iOS Android | Nintendo Switch Stadia |
| 풋볼 매니저 2022   | Xbox One Xbox Series X/S | 윈도우 mac OS 리눅스 | iOS Android | Nintendo Switch Stadia |
| 풋볼 매니저 2023   |                          |                      |             |                        |
| 풋볼 매니저 2024   |                          |                      |             |                        |

- 풋볼 매니저 2006 북마리아나 제도 추가

- 풋볼 매니저 2009 3D 매치엔진, 기자회견 도입
- 풋볼 매니저 2010 잔지바르, 투발루 추가
- 풋볼 매니저 2011 에이전트 시스텝 도입
- 풋볼 매니저 2012 튜토리얼 도입, 게임 플레이 중 새로운 리그 추가 가능, 키리바시, 남수단 추가
- 풋볼 매니저 2013 스탭롤 도입, 챌린지 모드 추가
- 풋볼 매니저 2014 지브롤터, 보네르섬 추가, 인게임 에디터 추가
- 풋볼 매니저 2017 코소보, 미크로네시아 연방 추가
- 풋볼 매니저 2018 동성애자 선수의 커밍아웃 추가
- 풋볼 매니저 2019 비디오 판독 도입, 생바르텔레미 추가
- 풋볼 매니저 2020 구단 비전, 구단 문화, 구단 5개년 계획 추가
- 풋볼 매니저 2021 캐나다 프리미어리그 추가
- 풋볼 매니저 2022 비르스리가 추가, 러시아 관련 FIFA와 UEFA 제재 적용
- 풋볼 매니저 2023 UEFA 정식 라이센스 취득, UEFA 주관대회 스위스 시스템 도입
- 풋볼 매니저 2024 J리그 추가

## 잘못된 명칭
FM 시리즈의 한국어판에는 일부의 오역/오타가 존재한다.

### 국가 명칭
- 가이아나는 가이니아라고 표기되었다.
- 쿡 제도는 쿠크 군도라고 표기되었다.
- 에리트레아는 에리트리아라고 표기되었다.
- 페로 제도는 파로 군도라고 표기되었다.
- 벨라루스는 벨로루시라고 표기되었다. 이는  벨로루시 SSR 시절의 국명을 사용하였다.
- 프랑스령 기아나는 프랑스령 기니라고 표기되었다.
- 레위니옹은 리유니온이라고 표기되었다.
- 조지아는 그루지야라고 표기되었다. 이 이름은 2010년까지 사용되다가 조지아 정부의 요청으로 바뀌었다.
- 콩고 민주 공화국은 약칭에서 콩고 공화국이라고 표기되어  콩고 공화국과 혼동할 수 있다. (콩고 공화국은 콩고로 표기되었다)
- 에스와티니는 스와질란드라고 표기되었다. 전 국명을 사용한 셈이다.
- 북마케도니아는 마케도니아라고 표기되었다. 이쪽도 마찬가지다.

### 대회 명칭
FM시리즈의 한국어판에는 옛 대회 명칭을 사용하는 예가 존재한다.
- CAF 컨페더레이션컵은 과거 아프리카 컵 위너스 컵이라고 표기된 적이 있다. 이 대회 이름은 1975년부터 2003년까지만 사용되고 이후 CAF컵과 통합되면서 사라졌다.

- 프리메라 디비시온은 스페인 BBVA 리그라고 표기되었다. 이것은 현재 프리메라리가의 또다른 명칭이며, 세군다 디비시온은 리가 아델란테로 불리고 있다.

- FA 커뮤니티 실드는 잉글랜드 채리티 쉴드라고 표기되었다. 이 명칭은 1908년부터 2001년까지만 사용되었다.

- UEFA 유로파리그는 UEFA컵이라고 표기된다(운영 방식은 UEFA 유로파리그와 동일하다). 이 명칭은 1971년부터 2008-2009시즌까지만 사용되었다.

## 같이 보기
- FIFA (비디오 게임 시리즈)
- 에펨코리아